# Trine og heksen
|  | Denne artikel er oprettet af botten PalnaBot ud fra en ekstern database. Den kan derfor have sproglige fejl eller mangler. Denne skabelon kan fjernes efter kontrol af indholdet. |

Trine og heksen er en kortfilm instrueret af Morten Bo efter manuskript af Morten Bo.

## Handling
Thomas passer lille Simon. Mens han snakker med Trine, løber Simon væk. Trine og Thomas leder efter ham og kommer ind i "heksens" have. De opdager, at hun ikke er nogen heks, men bare en kone, der er blevet gammel. Lidt senere ser de Simon sidde sammen med en "børnelokker". Trine spørger ham, om han er børnelokker, men han griner og siger, at det er børnene, der lokker ham til at give dem slik. Se også resten af serien: »Trine 5 år«, »Trine i sne« og »Trine, pas på!«.